# Serranochromis longimanus
Serranochromis longimanus är en fiskart som först beskrevs av Boulenger, 1911.  Serranochromis longimanus ingår i släktet Serranochromis och familjen Cichlidae. IUCN kategoriserar arten globalt som livskraftig. Inga underarter finns listade i Catalogue of Life.